# 틸론
틸론은 2001년 설립된 대한민국의 클라우드 인프라스트럭처 소프트웨어 기업이다. 사업 분야는 가상화 시스템, 클라우드 서비스, 블록체인, 메타버스 가상 오피스 등이다.

## 연혁
- 2001년 틸론 보관됨 2010-02-02 - 웨이백 머신 설립
- 2002년 틸론 보관됨 2010-02-02 - 웨이백 머신 부설 기술개발연구소 설립 / INNO-BIZ 우수기업 & 유망중소정보통신기업 선정
- 2004년 신기술인정제도(KT마크) 획득 / GS(Good Software) 품질인증 획득
- 2005년 KanOffice Service – 우수 ASP사업 인증 획득
- 2006년 MS Gold,ISV 파트너 획득 / 일본 총판 구축
- 2007년 HP e-Korea 파트너, HP Thinclient 총판
- 2008년 TusKan 국정원 CC 인증 획득
- 2009년 Tilon Cloud Computing Strategy Fair 개최 / 클라우드 컴퓨팅 서비스 <엘클라우드> 오픈
- 2010년 스마트폰 결합 상품 출시 / 블로거데이 개최
- 2011년 더존 D-클라우드 가상화 기술 공급 체결, 독일 CeBit전시회 참가
- 2012년 SKT T-Cloud 가상화 기술 공급 및 서비스 오픈 , Microsoft Core IO Partner ,
- 2013년 Microsoft 가상화/클라우드 MOU 체결 , 국내 최대 가상화/망분리/스마트웍 복합 서비스 가상화 수주(근로복지공단)
- 2014년 Dstation(VDI 솔루션) CC 인증 획득 (국내 서버 기반 가상화 부문 최초)
- 2015년 코넥스 시장 신규 상장 / Dstation(VDI 솔루션)‘IR52 장영실상’ 수상
- 2016년 Vstation Kit 출시(회의용 화면 공유 솔루션)
- 2017년 모니터 일체형 제로클라이언트 ZeroPlex 출시, DaaS 서비스 elcloud 2.0 오픈, 프라이빗 블록체인 솔루션 CenterChain 출시
- 2018년 스마트 회의 및 협업 솔루션 Vstation 출시, 신 전자문서 유통체계 시스템 고도화 용역 수행(KISA)
- 2019년 AWS 기반 글로벌DaaS, elcloud+w 출시, 블록체인 공공선도 시범사업 중 전자우편사서함 수행(우정사업본부), 제주 블록체인 허브도시 조성사업 연구용역 수행
- 2020년 마곡 틸론 신사옥 입주, 삼성SDS, 베트남GDC VDI구축 용역 수행, 행안부 '클라우드 기반 모바일 서비스 수주 제고 방안 연구' 사업 수행, 행안부 '인터넷망 클라우드 DaaS 시범도입 및 전략수립(ISP)' 참여
- 2021년 정부 5G MEC(Mobile Edge Computing)실증 사업 DaaS 솔루션 공급, 클라우드 데스크톱 서비스'엘클라우드(elcloud)' 3.1 버전 출시, 디바이스 임베디드형 개방형 OS 'K구름' 출시, 틸론 제주 지점 '틸론소프트' 본격 출범, 'Dstation 9.0' 가상화관리제품 최초 보안기능확인서 획득, Dstation v9.0, CenterPost v5.0 CenterFace v1.0 공식 런칭, 행안부. 개방형OS 및 DaaS기반 '공무원 업무용 노트북 사업' 완료, 강원 'k-메타플랫폼' / 제주 'J-Metarverse' /서울 'Mindverse' 메타버스 얼라이언스 PG 참여
- 2022년 KT와 국내 최초 CSAP DaaS 보안 인증 취득을 위한 공식 계약 체결 / 서강대와 AI∙SW 우수 인재 양성 및 산학협력을 위한 업무협약 체결 / 메타버스 오피스 플랫폼 CenterVerse 개발 / 코스닥 기술특례상장 기술성 평가 통과 / 경남정보대와 클라우드 우수 인재 양성을 위한 산학협력 가족회사 협약 체결 / 2024 강원 동계 청소년 국제 스포츠대회 메타버스 서비스 개발 과제 수주

## 제품
- Dstation: 데스크톱 가상화 제품 (Virtual Desktop Infrastructure), 인터넷으로 접속하는 ‘가상 데스크톱(VD:Virtual Desktop)’으로 Dstation 관리자는 다수의 사용자에게 몇 번의 조작만으로 가상 PC를 빠르고 쉽게 생성, 배포 관리할 수 있는 VDI(Virtual Desktop Infrastructure) 솔루션
- Astation: 프레젠테이션 가상화 제품, 내 컴퓨터에는 설치되어 있지 않지만 인터넷으로 접속하여 원하는 소프트웨어를 끌어다가 이용하는 가상 애플리케이션 기술을 이용한 솔루션
- Fstation: Paperless e-Form솔루션, 다양한 전자문서 양식에 데이터를 입력하고 전자서명, 시점 확인, 보관을 지원하는 솔루션
- Mstation: 모바일 통지/스마트 메시징 솔루션
- CenterPost: 가상화 통합 관제 자동화 포털, 가상화 자원 라이프 사이클 통제 및 모니터링
- Vstation: 사용자 기기의 화면을 실시간 미러링하는 회의 솔루션
- ZeroPlex: 제로클라이언트, 디스플레이 일체형 클라우드 PC
- elcloud: 퍼블릭 클라우드 서비스, 언제 어디서나 나만의 PC를 제공
- Mstation: 블록체인 기술을 이용하여 업무 시스템과 연계한 모바일 통지 및 스마트 메시징 솔루션
- CenterChain: 블록체인을 통해 전자문서의 신뢰성 검증, 거래 시점 검증 기능을 제공하는 전자문서 위·변조 검증 솔루션
- CenterFace: VDI에서의 업무에 특화된 협업 솔루션, 화상회의 진행 및 채팅 기능, 문서 공유 기능 등 다양한 기능 지원
- CenterVerse : 웹브라우저, 응용프로그램, 데스크톱 등 현실세계 소프트웨어를 수정없이 그대로 One Source, Multi-Use 형태로 제공하는 메타버스[1]
- K 구름: 가상 데스크톱 인프라(VDI)·DaaS 솔루션 기업 틸론은 구름 OS 2.2 버전을 기반으로 K 구름 (K Gooroom)을 개발[2]

## 같이 보기
- 구름 플랫폼